# Fiat 238
Fiat 238 — фургон, що випускався компанією «Fiat» з 1967 по 1983 рік.

## Опис

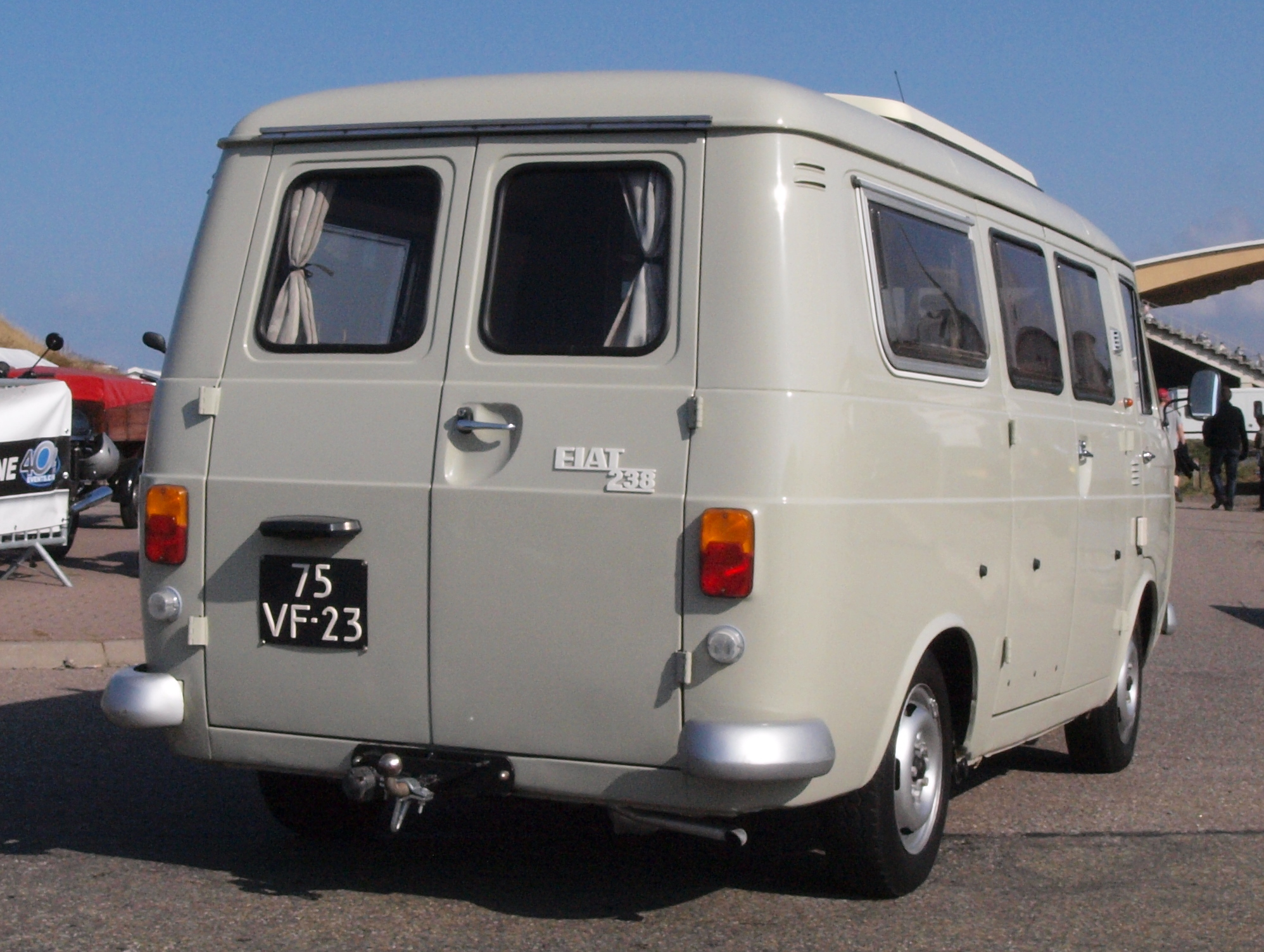
Fiat 238 (1966-1978)

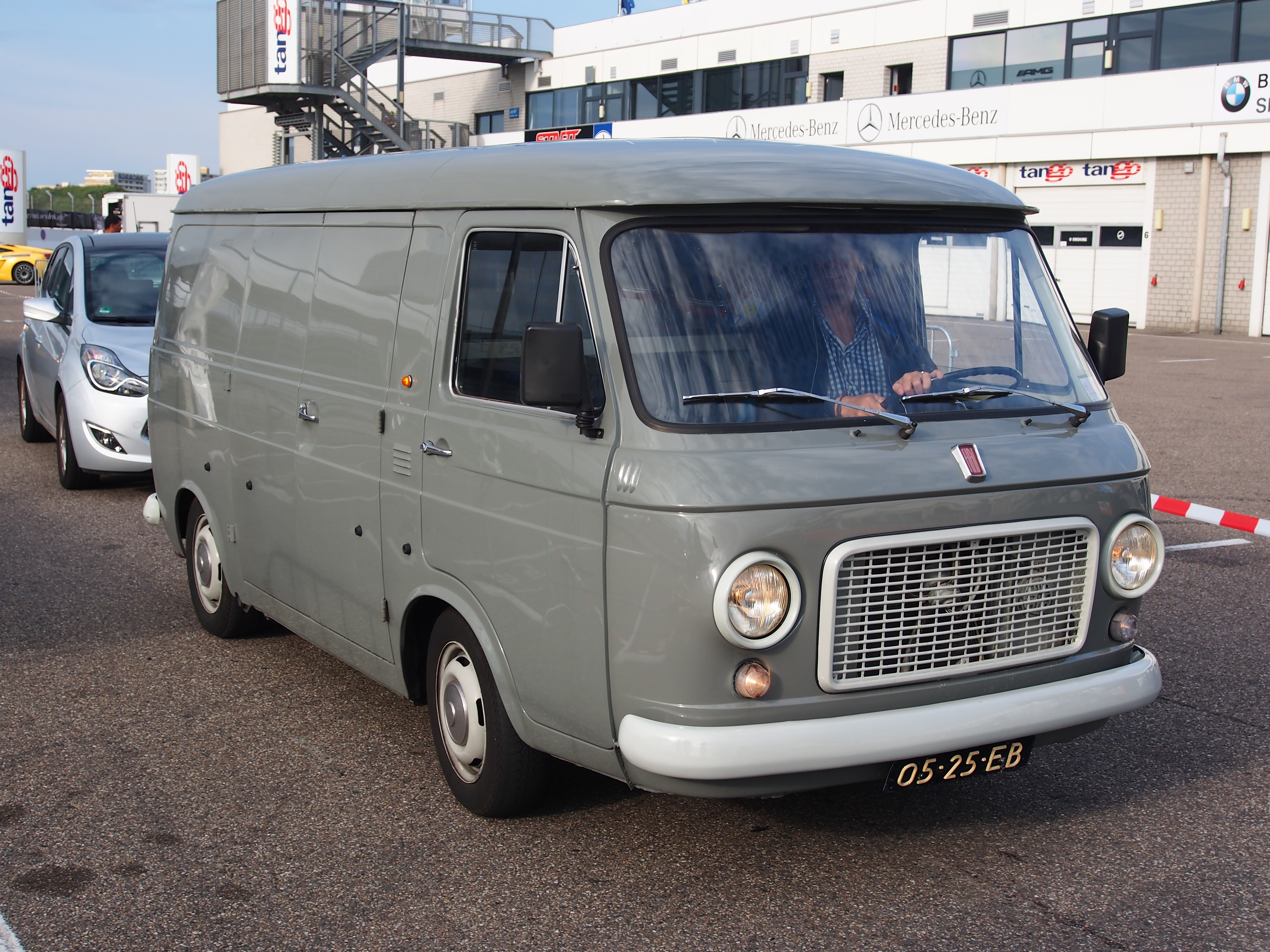
Fiat 238 (1966-1978)

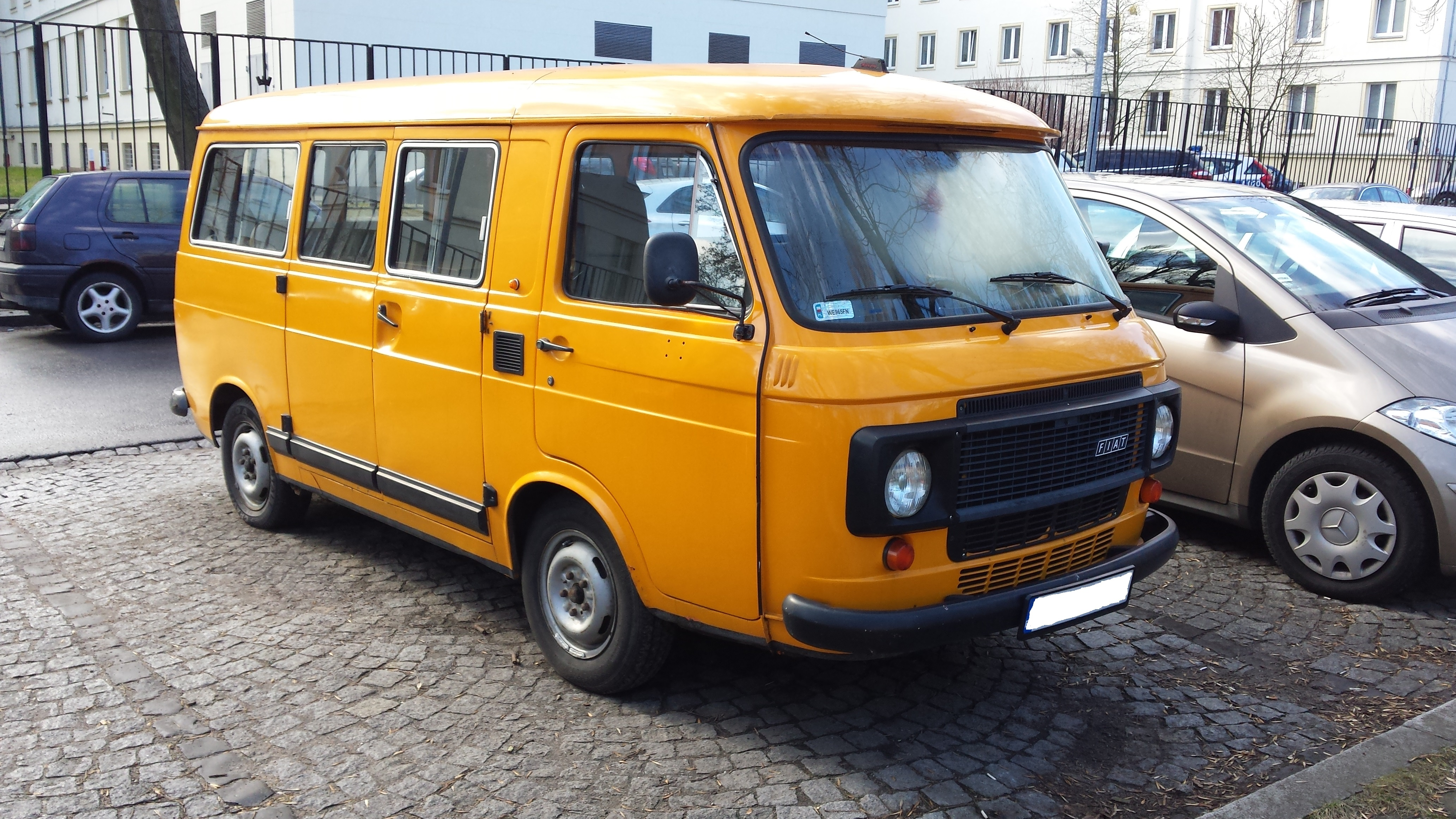
Fiat 238 E (1978-1982)

Автомобіль був вперше показаний в 1967 році як логічне продовження Fiat 1100T. Конструкція шасі автомобіля була повністю взята від автомобіля Autobianchi Primula (підрозділ Fiat).
У 1974 році на зміну 238-ї моделі був випущений Fiat 242 з більш потужним бензиновим двигуном, і з дизельним двигуном як опцією. Однак вихід наступної моделі не позначився на популярності Fiat 238 і компанія вирішила продовжувати виробництво моделі. Більш того, бензиновий двигун від 242 моделі став встановлюватися і на 238.
У 1981 році на зміну 238-ї моделі прийшла модель Ducato, однак 238-ма модель вироблялася до 1983 року.
Існує мало інформації про точну кількість виготовлених примірників, здається, що це набагато більше 500 000 одиниць, деякі з яких були експортовані в Європу, а також у Сполучені Штати та Азію.

## Двигуни
- 238 (період виробництва з 1966 по 1968 рік, 1221 см3, 43 к.с. при 4600 оборотів в хвилину)
- 238 A 1200 (період виробництва з 1968 по 1974 рік, 1197 см3, 44 к.с. при 4600 оборотів в хвилину)
- 238 A 1500 (період виробництва з 1968 по 1978 рік, 1438 см3, 46 к.с. при 4200 оборотів в хвилину)
- 238 S (період виробництва з 1974 по 1978 рік, 1440 см3, 52 к.с. при 4600 оборотів в хвилину)
- 238 E (період виробництва з 1978 по 1983 рік, 1475 см3, 47 і 52 л.с.)